# Carlos Verona Quintanilla
Carlos Verona Quintanilla   (San Lorenzo de El Escorial, 4 de novembre de 1992) és un ciclista espanyol, professional des del 2011 i actualment a l'equip Lidl-Trek.
El seu triomf més destacat és una etapa al Giro d'Itàlia de 2025.

## Palmarès
- 2022
  - Vencedor d'una etapa al Critèrium del Dauphiné
- 2025
  - Vencedor d'una etapa al Giro d'Itàlia

### Resultats a la Volta a Espanya
- 2014. 66è de la classificació general
- 2015. 29è de la classificació general
- 2017. 73è de la classificació general
- 2020. 30è de la classificació general
- 2020. No surt a la 18a etapa
- 2022. 35è de la classificació general
- 2024. 32è de la classificació general

### Resultats al Giro d'Itàlia
- 2016. 43è de la classificació general
- 2017. 57è de la classificació general
- 2023. 49è de la classificació general
- 2025. 54è de la classificació general. Vencedor de la 15a etapa

### Resultats al Tour de França
- 2019. 105è de la classificació general
- 2020. 19è de la classificació general
- 2021. 101è de la classificació general
- 2022. 27è de la classificació general
- 2024. 24è de la classificació general